# Tout sauf un homme
Tout sauf un homme (titre original : The Positronic Man) est un roman des écrivains américains Isaac Asimov et Robert Silverberg et publié en 1992. Comme expliqué par Isaac Asimov dans son autobiographie Moi, Asimov parue en 1994, Robert Silverberg a étendu la nouvelle L'Homme bicentenaire écrite par Isaac Asimov et parue en 1976 pour en faire un roman.
Le roman est traduit par Arnaud Mousnier-Lompré puis publié en français pour la première fois en 1993. Une de ses rééditions sous le titre L'Homme Bicentenaire (Tout sauf un homme).

## Adaptation cinématographique
Le film L'Homme bicentenaire sorti en 1999, avec Robin Williams, est basé à la fois sur la nouvelle et le roman.